# Bratten, Lycksele kommun
Bratten är en småort i Lycksele kommun, Västerbottens län. Orten ligger i Lycksele socken, vid länsväg 365.

## Befolkningsutveckling
| Befolkningsutvecklingen i Bratten 1960–2015                      | Befolkningsutvecklingen i Bratten 1960–2015 | Befolkningsutvecklingen i Bratten 1960–2015 | Befolkningsutvecklingen i Bratten 1960–2015 | Befolkningsutvecklingen i Bratten 1960–2015 |
| ---------------------------------------------------------------- | ------------------------------------------- | ------------------------------------------- | ------------------------------------------- | ------------------------------------------- |
|                                                                  |                                             |                                             |                                             |                                             |
| År                                                               |                                             |                                             | Folkmängd                                   | Areal (ha)                                  |
| 1960                                                             | 1960                                        |                                             | 151                                         | ¤                                           |
| 1990                                                             | 1990                                        |                                             | 113                                         | 25#                                         |
| 1995                                                             | 1995                                        |                                             | 109                                         | 26#                                         |
| 2000                                                             | 2000                                        |                                             | 120                                         | 26#                                         |
| 2005                                                             | 2005                                        |                                             | 110                                         | 28#                                         |
| 2010                                                             | 2010                                        |                                             | 110                                         | 28#                                         |
| 2015                                                             | 2015                                        |                                             | 107                                         | 35#                                         |
| Anm.: ¤ Som tätortsbebyggelse med 150-199 invånare # Som småort. |                                             |                                             |                                             |                                             |